# Shetland
Shetland (từ tiếng Scots Shetland: Ȝetland; tiếng Gael Scotland: Sealtainn) là một quần đảo tại Scotland nằm tại phía bắc và đông của đất liền Anh Quốc. Quần đảo nằm cách 80 km (50 mi) về phía đông bắc của Orkney và cách 280 km (170 mi) về phía đông nam của Quần đảo Faroe và góp phần hình thành sự phân chia giữa Đại Tây Dương ở phía tây và Biển Bắc ở phía đông. Tổng diện tích của quần đảo là 1.468 km2 (567 dặm vuông Anh) và tổng dân số năm 2009 là 22.210 người. và hình thành nên khu vực bầu cử Shetland của Nghị viện Scotland, Shetland cũng là một trong 32 khu vực hội đồng của Scotland; trung tâm hành chính của quần đảo là Lerwick, đây đồng thời cũng là thị trấn duy nhất của Shetland.
Hòn đảo lớn nhất được gọi là "Mainland", có diện tích 967 km2 (373 dặm vuông Anh) và trở thành đảo lớn thứ ba tại Scotland và đảo lớn thứ năm của quần đảo Anh. Thêm vào đó là 15 đảo có cư dân. Quần đảo có khí hậu đại dương, địa chất phức tạp, bờ biển gồ ghề và nhiều ngọn đồi thấp.
Con người đã sinh sống trên quần đảo từ thời kỳ Đồ đá giữa, và các tài liệu tham khảo bằng văn bản về quần đảo đã xuất hiện từ thời kỳ La Mã cổ đại. Giai đoạn Tiền kỳ Trung cổ, quần đảo bị người Norse chi phối (tức Na Uy ngày nay) và quần đảo đã không phải là một phần của Scotland cho đến thế kỷ 15. Khi Shetland trở thành một phần của Vương quốc Anh vào năm 1707, thương mại với Bắc Âu giảm, mặc dù ngư nghiệp vẫn tiếp tục là một lĩnh vực quan trọng trong nền kinh tế cho đến tận ngày nay. Ngày nay, quần đảo là một phần của Anh Quốc, việc tìm ra dầu Biển Bắc vào thập niên 1970 đã làng tăng đáng kể thu nhập, việc làm và dịch vụ công của Shetland.
Cách sống của cư dân địa phương phản ánh sự hòa trộn di sản Na Uy và Scottland bao gồm lễ hội lửa Up Helly Aa, và một truyền thống âm nhạc mạnh mẽ, đặc biệt là phong cách chơi violon truyền thống. Quần đảo cũng sản sinh ra nhiều nhà văn và nhà thơ, nhiều người trong số họ sử dụng phương ngữ Shetland. Có một vài khu vực được lập để bảo vệ các loài động thực vật địa phương, như những điểm làm tổ của chim biển.

## Thư viện ảnh

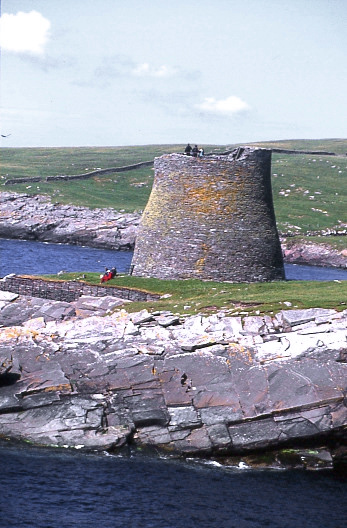
Broch Mousa
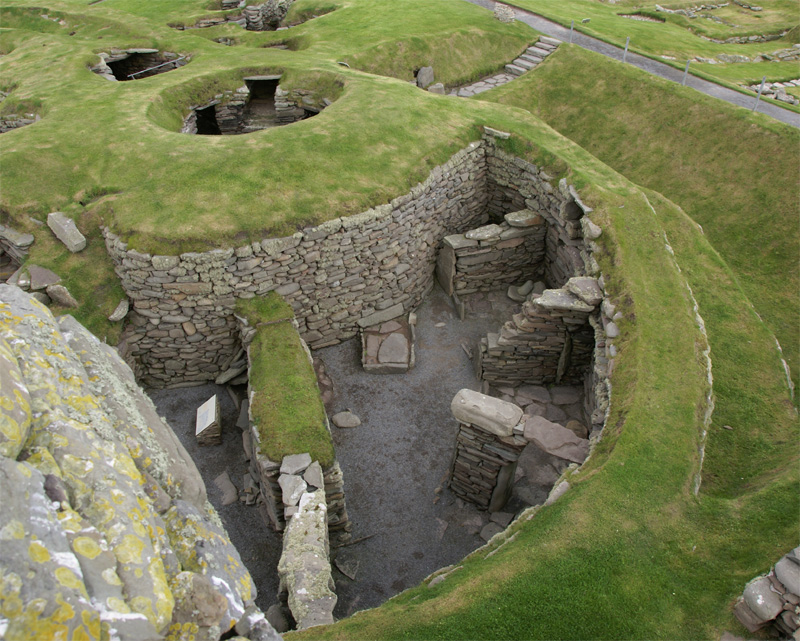
Broch at Jarlshof
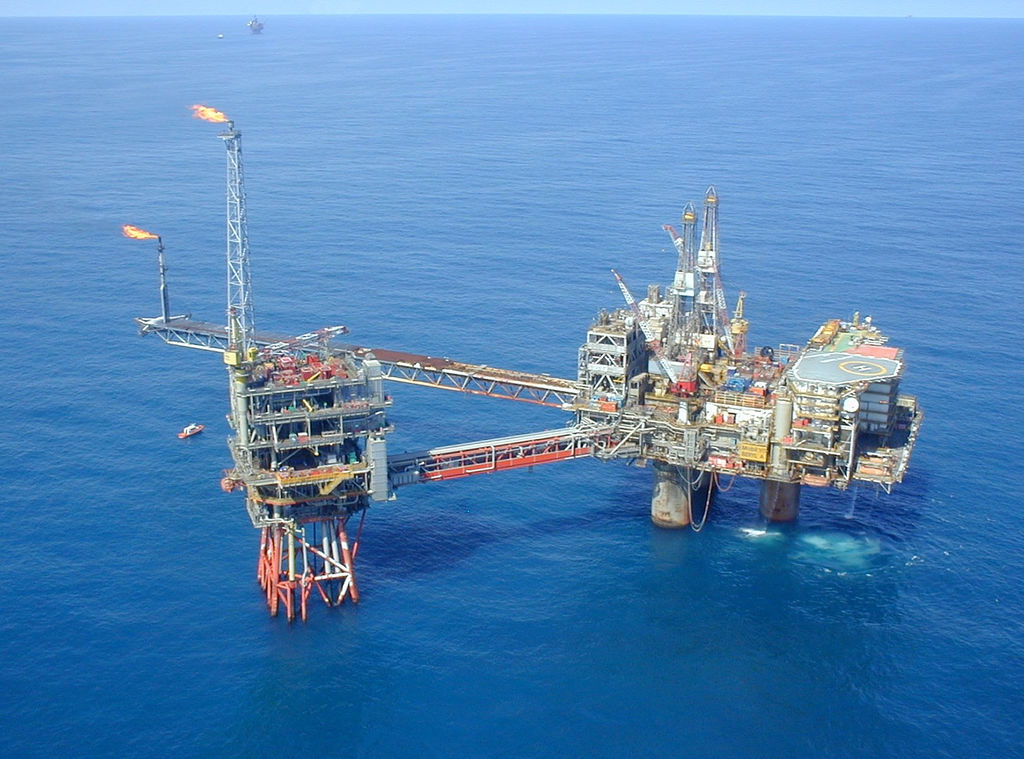
Dàn khoan dầu ngoài khơi Shetland
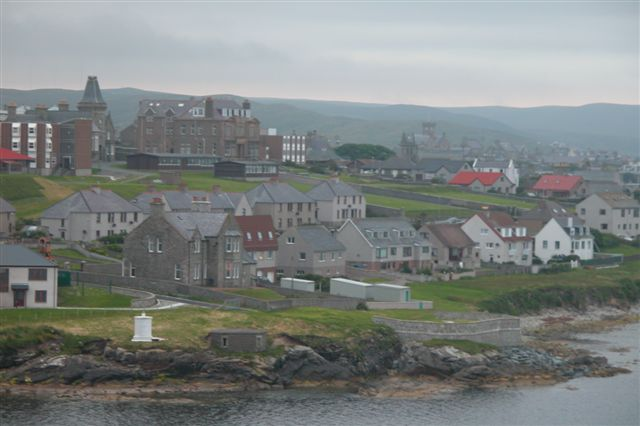
Leirvich
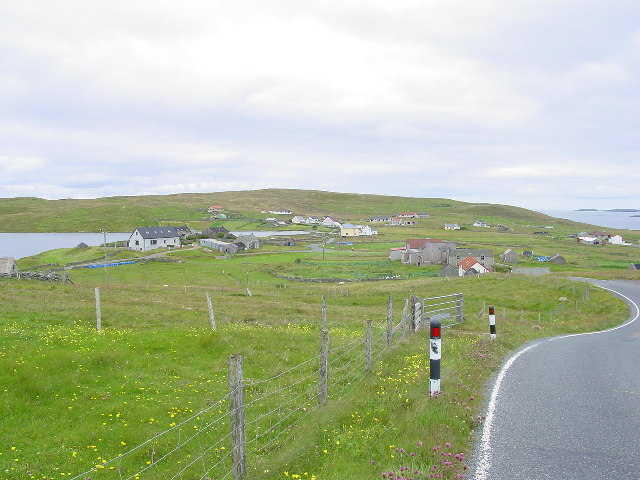
Một khu định cư